# Боровець (гміна Хотча)
Боровець (пол. Borowiec) — село в Польщі, у гміні Хотча Ліпського повіту Мазовецького воєводства.